# David Tukiçi
 (mars 2025).
David Tukiçi, né en 1956 à Shkodër en Albanie, est un compositeur d'origine albanaise mais de nationalité italienne.
Après avoir reçu sa formation musicale auprès notamment du maître Cesk Zadeja, qui fut lui-même élève de Dmitri Chostakovitch, il fut, de 1982 à 1992, le directeur de la musique symphonique de la Radio-télévision nationale albanaise. 
À l'École normale de musique - Alfred Cortot de Paris, il a suivi les cycles de perfectionnement de Michel Merlet et Dominique Rouits. Il est l'auteur d'un grand nombre d'œuvres symphoniques, instrumentales et vocales. Plusieurs d'entre elles ont fait l'objet d'enregistrements. Cas en particulier de Horcynus Orca, double concerto pour flûte, violoncelle et orchestre à cordes, créé en 2001 au théâtre Syracuse de la région calabraise et enregistré en 2003, sous sa direction, par l'Orchestre symphonique de Calabre, avec Sonia Formenti et Francesco Mariozzi.
David Tukiçi est le frère de Genc Tukiçi.